# Asahi Broadcasting Corporation
Pour les articles homonymes, voir ABC.
Asahi Broadcasting Corporation (朝日放送株式会社, Asahi Hōsō Kabushiki-gaisha, ABC) est, à la fois, une station de radio et une chaîne de télévision japonaise.

## Historique
La société a été fondée le 15 mars 1951 et a débuté la diffusion comme station de radio le 11 novembre 1955 dans la région d'Ōsaka. Dès le 1er décembre 1956, elle lance une chaîne de télévision.
En 1966, elle s'installe dans de nouveaux locaux à Ōyodo, dans la préfecture de Nara, en banlieue d'Osaka.
Le 1er décembre 2003, ABC se convertit au numérique. 
Le 23 juin 2008, ABC installe son siège social dans de nouveaux locaux en plein centre d'Osaka, dans le quartier de Fukushima.

## Locaux

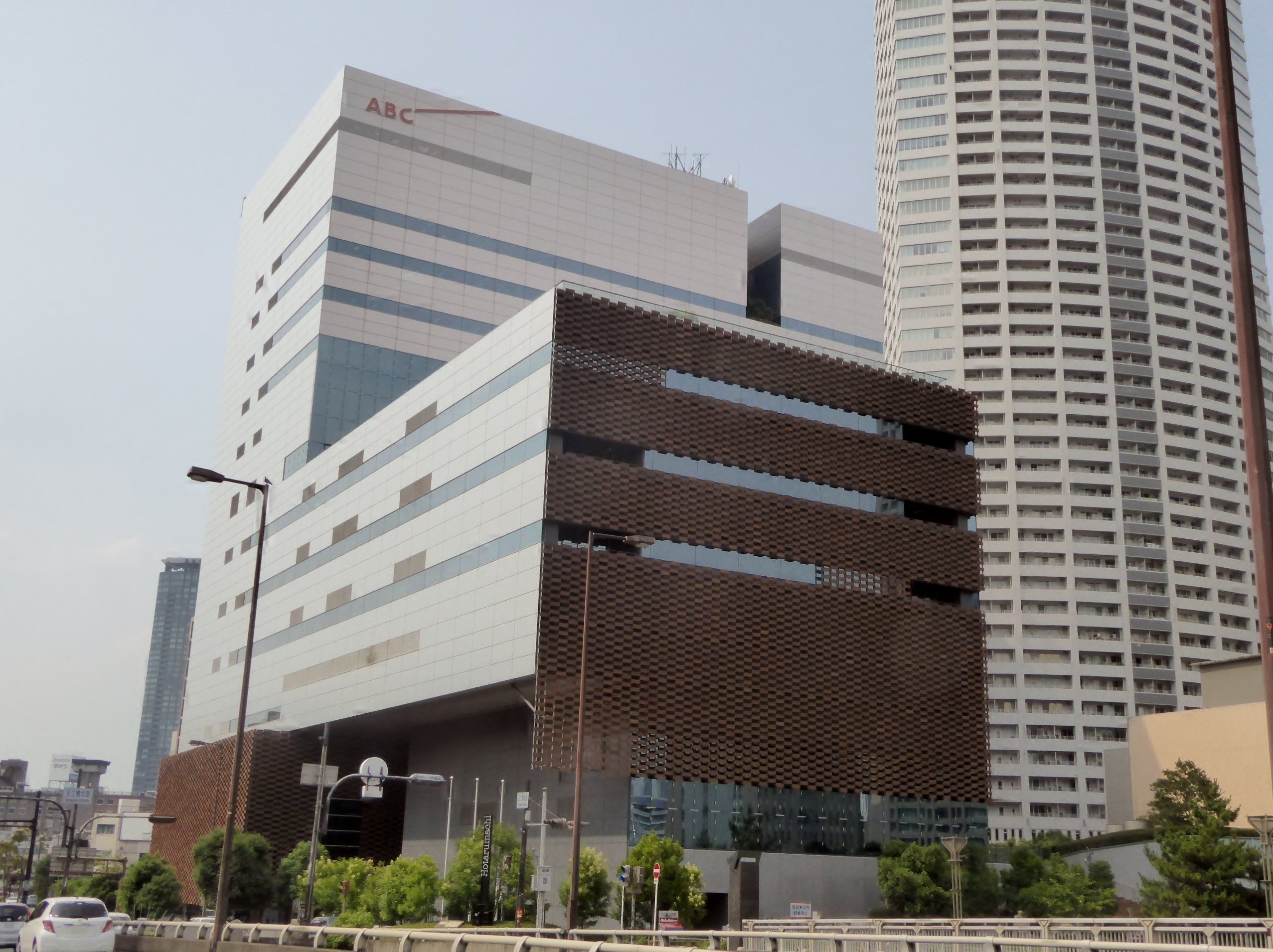
Siège social et studios d'ABC à Ōsaka, Japon

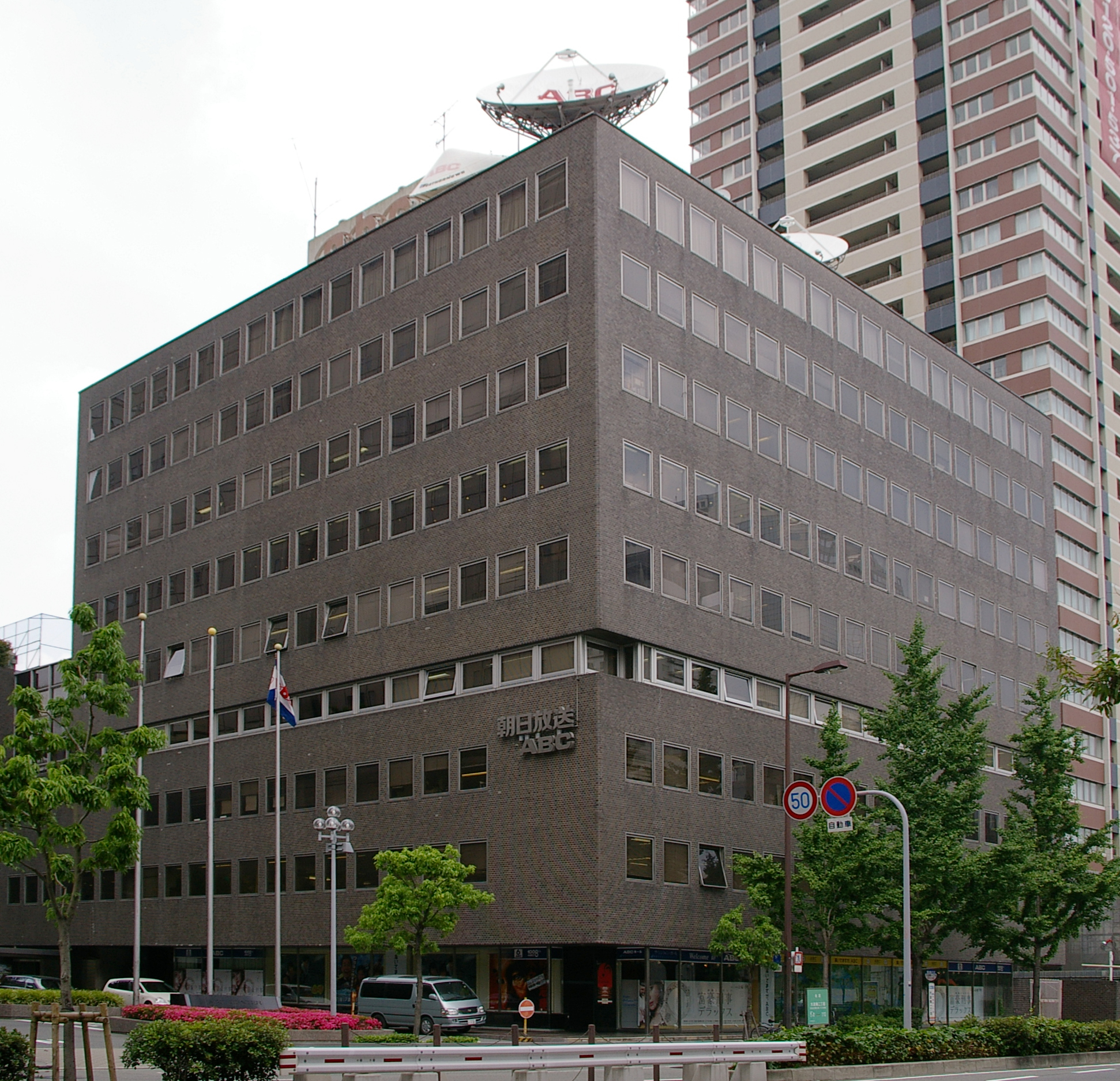
Ancien siège social d'ABC à Kita-Ku, Ōsaka, Japon

- Siège social : 1-30, Fukushima Itchome, Fukushima-ku, Osaka-shi, Japon (Hotarumachi)
- ABC Center (ancien siège): 2-48, Oyodo-minami Nichome, Kita-ku, Osaka-shi, Japan
- Bureau de Tokyo : Asahi Shimbun Tokyo Office Shinkan, 3-2, Tsukiji Gochome, Chūō-ku, Tokyo
- Bureau de Nagoya : Asahi Kaikan, 3-3, Sakae Itchome, Naka-ku, Nagoya-shi

## Affiliée avec

### TV
- Japan News Network (JNN) (depuis le 30 mars 1975)
- All-Nippon News Network (ANN) (31 mars 1975 - présent)

### Stations de radio
- Japan Radio Network (JRN)
- National Radio Network (NRN)

## Programmes

### TV
Informations du week-end
- Ohayo Call ABC. (おはようコールABC)
- Bonjour, c'est Asahi. (おはよう朝日です Ohayo Asahi Desu)

Informations du samedi matin
- Bonjour, c'est samedi sur Asahi (おはよう朝日・土曜日です Ohayo Asahi Doyobi Desu)
- Salad of travel (朝だ!生です旅サラダ)

Informations de la soirée
- ABC News (ABCニュース)
- ABC NEWS You (ABC NEWSゆう)→NEWS You Plus (NEWSゆう+), etc.

Informations de fin de soirée
- Move! (ムーブ!, a été déplacé sur la chaîne "ABC NEWS You"), etc.

Quiz
- Panel Quiz Attack 25 (パネルクイズアタック25)

Variété
- M-1 Grand Prix (M-1 グランプリ)
- Knight Scoop (探偵ナイトスクープ)
- Knight in Night (ナイト in ナイト, du lundi au jeudi) 
  - Lundi : Quiz Shinsuke-kun (クイズ!紳助くん)
  - Mardi : Gokigen Brand-new (ごきげん!ブランニュ)
  - Mercredi : Imada's "In fact..." (今ちゃんの「実は…」)
  - Jeudi : B-Bop High-heel (ビーバップ!ハイヒール)
- La médaille d'or du rire (笑いの金メダル, Waraking, end)
- Ça, c'est un changement DRAMATIQUE!(大改造!!劇的ビフォーアフター), etc.

Samedi matin dessins-animés (8 h 30 à 9 h du matin)
- Futari wa Pretty Cure (ふたりはプリキュア) → Futari wa Pretty Cure Max Heart (ふたりはプリキュア Max Heart) → Futari wa Pretty Cure Splash Star (ふたりはプリキュア Splash★Star) → Yes! Pretty Cure 5 (YES! プリキュア5) → Yes! Pretty Cure 5 GoGo!  (Yes! プリキュア5 GoGo!) → Fresh Pretty Cure!  (フレッシュプリキュア!) → HeartCatch PreCure! (ハートキャッチプリキュア!)
- Magical DoReMi (おジャ魔女どれみシリーズ, n'est plus en diffusion)
- Marmelade Boy (ママレード・ボーイ, n'est plus en diffusion)
- Kaitou Saint Tail (怪盗セイント・テール, n'est plus en diffusion)

Sports
- Championnat national de baseball des lycées (全国高校野球選手権大会)
  - Netto Koshien (熱闘甲子園)
- Super Baseball (スーパーベースボール, baseball avec l'équipe des Hanshin Tigers (虎バン主義) et des Orix Buffaloes (大阪激弾!!)
  - Toraban (虎バン, un programme basé sur l'équipe des Hanshin Tigers)
- Japan LPGA Championship, ABC Championship, etc.

### Radio
- Salut à tous. C'est DJ, Yozo Dojo. (おはようパーソナリティ・道上洋三です)
- ABC Young Request (ABCヤングリクエスト, n'est plus en diffusion)
- ABC Freshup Baseball (ABCフレッシュアップベースボール), etc.

## Évènements
- Jour de thanksgiving pour les supporters de Hanshin Tigers (阪神タイガースファン感謝デー)
- Summer Sonic